# Comté de Cypress

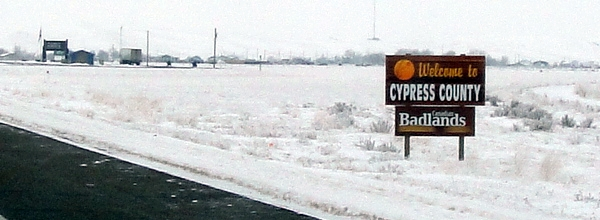
Panneau de bienvenue au comté de Cypress.

Le comté de Cypress (anglais : Cypress County) est un district municipal, situé dans la province d'Alberta, au Canada.

## Communautés et localités
Cités
- Medicine Hat

Bourgs
- Redcliff

Hameaux
- Desert Blume
- Dunmore
- Hilda
- Irvine
- Schuler
- Seven Persons
- Suffield
- Veinerville
- Walsh

Localités
- Alderson
- Army Experimental Range
- Bain
- Bellcott
- Bowell
- Bowmanton
- Bulls Head
- Bullshead
- Carlstadt
- Cecil
- Craigower
- Cressday
- Dennis
- Eagle Butte
- Elkwater
- Fitzgerald
- Fox
- Illingworth
- Improvement District No. 1
- Jaydot
- Lamoral
- Larmour
- Little Plume
- Macson
- McNeill
- Onefour
- Pashley
- Pivot
- Ralston
- Ronalane
- Rosebeg
- Royal
- Roytal
- Stornham
- Thelma
- Tothill
- Vale
- Wild Horse
- Wisdom
- Woolchester

## Démographie
| 2001  | 2006  | 2011  | 2016  |
| ----- | ----- | ----- | ----- |
| 6 114 | 6 729 | 7 214 | 7 662 |